# Arthur Sturgis Hardy
Honorable Arthur Sturgis Hardy (nacido el 14 de diciembre de 1837 y fallecido el 13 de junio de 1901) fue un abogado y político, nombrado el cuarto Primer ministro de Ontario de 1896 a 1899, perteneciente al Partido Liberal. En enero de 1870 se casó con Mary Morrison, hija del juez Joseph Curran Morrison.
Hardy fue elegido por primera vez para la Asamblea legislativa de Ontario en 1873 y llegó a formar parte del Consejo de Ministros de Sir Oliver Mowat en 1877 como Secretario Provincial. En 1889 como Comisionado de las tierras de la Corona, Hardy creó el Parque Algonquin. Entrado en los sesenta y habiendo formado parte del gobierno durante más de veinte años, Hardy ya sin muchas energías y fuerza sucedió a Mowat tanto como primer ministro como fiscal general en 1896. En las elecciones generales de 1898 fue reelegido por un escaso margen. Exhausto y con necesidades económicas, Hardy se retiró de la política en 1899 muriendo dos años después de apendicitis.
El cuerpo de Hardy fue originalmente enterrado en el cementerio de Greenwood, aunque 34 años después, su hijo el Senador Arthur Charles Hardy trasladó los restos de Hardy, su esposa, y su hija Gladys Mary Starr a Farringdon Burial Ground.